# Gran Premio di superbike di Assen 2003
Il Gran Premio di superbike di Assen 2003 è stato la decima prova su dodici del campionato mondiale Superbike 2003, disputato il 7 settembre sul TT Circuit Assen, in gara 1 ha visto la vittoria di Rubén Xaus davanti a Neil Hodgson e Pierfrancesco Chili, la gara 2 è stata vinta da Neil Hodgson che ha preceduto Rubén Xaus e Gregorio Lavilla.
Già con il secondo posto ottenuto in gara 1 il pilota britannico Neil Hodgson ha ottenuto la certezza matematica del titolo iridato piloti, pur essendoci ancora due gran premi da effettuare.
La vittoria nella gara valevole per il campionato mondiale Supersport 2003 è stata ottenuta da Karl Muggeridge, mentre la gara del campionato Europeo della classe Superstock viene vinta da Lorenzo Lanzi.

## Risultati

### Gara 1

#### Arrivati al traguardo[5]
| Pos. | Nº  | Pilota              | Squadra                  | Motocicletta     | Giri | Tempo     | Griglia | Punti |
| ---- | --- | ------------------- | ------------------------ | ---------------- | ---- | --------- | ------- | ----- |
| 1º   | 11  | Rubén Xaus          | Ducati Fila              | Ducati 999F03    | 16   | 33:07.249 | 4º      | 25    |
| 2º   | 100 | Neil Hodgson        | Ducati Fila              | Ducati 999F03    | 16   | +0:00.609 | 2º      | 20    |
| 3º   | 7   | Pierfrancesco Chili | PSG-1                    | Ducati 998RS     | 16   | +0:00.835 | 1º      | 16    |
| 4º   | 52  | James Toseland      | HM Plant Ducati          | Ducati 998F02    | 16   | +0:01.062 | 7º      | 13    |
| 5º   | 9   | Chris Walker        | HM Plant Ducati          | Ducati 998F02    | 16   | +0:14.737 | 8º      | 11    |
| 6º   | 4   | Troy Corser         | Foggy Petronas Racing    | Petronas FP1     | 16   | +0:22.981 | 11º     | 10    |
| 7º   | 90  | Leon Haslam         | Renegade Ducati          | Ducati 998RS     | 16   | +0:23.118 | 9º      | 9     |
| 8º   | 5   | Ivan Clementi       | Kawasaki Bertocchi       | Kawasaki ZX7RR   | 16   | +0:23.350 | 10º     | 8     |
| 9º   | 99  | Steve Martin        | D.F.X. Racing            | Ducati 998RS     | 16   | +0:45.862 | 12º     | 7     |
| 10º  | 6   | Mauro Sanchini      | Kawasaki Bertocchi       | Kawasaki ZX7RR   | 16   | +0:54.164 | 15º     | 6     |
| 11º  | 39  | Alessandro Gramigni | Nuvolari 391             | Yamaha YZF R1    | 16   | +1:05.147 | 17º     | 5     |
| 12º  | 19  | Lucio Pedercini     | Team Pedercini           | Ducati 998RS     | 16   | +1:39.774 | 13º     | 4     |
| 13º  | 22  | Horst Saiger        | Remus Racing Austria     | Yamaha YZF R1    | 16   | +1:51.449 | 23º     | 3     |
| 14º  | 98  | Gianmaria Liverani  | UnionBike GiMotorsport   | Yamaha YZF R1    | 16   | +1:51.917 | 28º     | 2     |
| 15º  | 23  | Jiří Mrkývka        | JM SBK Team              | Ducati 998RS     | 16   | +1:52.416 | 25º     | 1     |
| 16º  | 41  | Robert Menzen       | Racing Team R. Menzen    | Suzuki GSX 1000R | 15   | +1 giro   | 29º     |       |
| 17º  | 42  | Paul Mooijman       | Kruisinga Motoren Racing | Suzuki GSX 1000R | 15   | +1 giro   | 30º     |       |

#### Ritirati
| Nº | Pilota             | Squadra                         | Motocicletta       | Giri | Griglia |
| -- | ------------------ | ------------------------------- | ------------------ | ---- | ------- |
| 26 | Luca Pedersoli     | Team Pedercini                  | Ducati 998RS       | 9    | 27º     |
| 20 | Marco Borciani     | D.F.X. Racing                   | Ducati 998RS       | 8    | 16º     |
| 55 | Régis Laconi       | Caracchi NCR Nortel Net.        | Ducati 998RS       | 8    | 6º      |
| 10 | Gregorio Lavilla   | Alstare Suzuki                  | Suzuki GSX-R 1000  | 4    | 3º      |
| 61 | John Reynolds      | Rizla Suzuki                    | Suzuki GSX-R 1000  | 3    | 5º      |
| 91 | Walter Tortoroglio | White Endurance                 | Honda VTR 1000 SP2 | 3    | 24º     |
| 44 | Stefan Nebel       | Elf Yoshimura Shafer MotorsSpu. | Suzuki GSX 1000R   | 3    | 20º     |
| 33 | Juan Borja         | D.F.X. Racing                   | Ducati 998RS       | 1    | 14º     |
| 69 | Karl Truchsess     | Remus Racing Austria            | Yamaha YZF R1      | 1    | 26º     |
| 16 | Sergio Fuertes     | MIR Racing                      | Suzuki GSX-R 1000  | 1    | 21º     |

### Gara 2

#### Arrivati al traguardo[6]
| Pos. | Nº  | Pilota              | Squadra                         | Motocicletta      | Giri | Tempo     | Griglia | Punti |
| ---- | --- | ------------------- | ------------------------------- | ----------------- | ---- | --------- | ------- | ----- |
| 1º   | 100 | Neil Hodgson        | Ducati Fila                     | Ducati 999F03     | 16   | 32:57.759 | 2º      | 25    |
| 2º   | 11  | Rubén Xaus          | Ducati Fila                     | Ducati 999F03     | 16   | +0:00.466 | 4º      | 20    |
| 3º   | 10  | Gregorio Lavilla    | Alstare Suzuki                  | Suzuki GSX-R 1000 | 16   | +0:07.799 | 3º      | 16    |
| 4º   | 55  | Régis Laconi        | Caracchi NCR Nortel Net.        | Ducati 998RS      | 16   | +0:14.884 | 6º      | 13    |
| 5º   | 7   | Pierfrancesco Chili | PSG-1                           | Ducati 998RS      | 16   | +0:19.868 | 1º      | 11    |
| 6º   | 90  | Leon Haslam         | Renegade Ducati                 | Ducati 998RS      | 16   | +0:27.997 | 9º      | 10    |
| 7º   | 5   | Ivan Clementi       | Kawasaki Bertocchi              | Kawasaki ZX7RR    | 16   | +0:39.006 | 10º     | 9     |
| 8º   | 9   | Chris Walker        | HM Plant Ducati                 | Ducati 998F02     | 16   | +0:41.568 | 8º      | 8     |
| 9º   | 4   | Troy Corser         | Foggy Petronas Racing           | Petronas FP1      | 16   | +0:43.155 | 11º     | 7     |
| 10º  | 61  | John Reynolds       | Rizla Suzuki                    | Suzuki GSX-R 1000 | 16   | +0:48.883 | 5º      | 6     |
| 11º  | 99  | Steve Martin        | D.F.X. Racing                   | Ducati 998RS      | 16   | +0:57.319 | 12º     | 5     |
| 12º  | 6   | Mauro Sanchini      | Kawasaki Bertocchi              | Kawasaki ZX7RR    | 16   | +1:06.208 | 15º     | 4     |
| 13º  | 20  | Marco Borciani      | D.F.X. Racing                   | Ducati 998RS      | 16   | +1:08.487 | 16º     | 3     |
| 14º  | 19  | Lucio Pedercini     | Team Pedercini                  | Ducati 998RS      | 16   | +1:15.103 | 13º     | 2     |
| 15º  | 39  | Alessandro Gramigni | Nuvolari 391                    | Yamaha YZF R1     | 16   | +1:27.128 | 17º     | 1     |
| 16º  | 33  | Juan Borja          | D.F.X. Racing                   | Ducati 998RS      | 16   | +1:40.984 | 14º     |       |
| 17º  | 44  | Stefan Nebel        | Elf Yoshimura Shafer MotorsSpu. | Suzuki GSX 1000R  | 16   | +1:48.254 | 20º     |       |
| 18º  | 41  | Robert Menzen       | Racing Team R. Menzen           | Suzuki GSX 1000R  | 16   | +2:00.048 | 29º     |       |
| 19º  | 98  | Gianmaria Liverani  | UnionBike GiMotorsport          | Yamaha YZF R1     | 16   | +2:03.548 | 28º     |       |
| 20º  | 69  | Karl Truchsess      | Remus Racing Austria            | Yamaha YZF R1     | 16   | +2:13.852 | 26º     |       |
| 21º  | 42  | Paul Mooijman       | Kruisinga Motoren Racing        | Suzuki GSX 1000R  | 15   | +1 giro   | 30º     |       |

#### Ritirati
| Nº | Pilota         | Squadra              | Motocicletta      | Giri | Griglia |
| -- | -------------- | -------------------- | ----------------- | ---- | ------- |
| 52 | James Toseland | HM Plant Ducati      | Ducati 998F02     | 14   | 7º      |
| 26 | Luca Pedersoli | Team Pedercini       | Ducati 998RS      | 14   | 27º     |
| 22 | Horst Saiger   | Remus Racing Austria | Yamaha YZF R1     | 13   | 23º     |
| 16 | Sergio Fuertes | MIR Racing           | Suzuki GSX-R 1000 | 6    | 21º     |
| 23 | Jiří Mrkývka   | JM SBK Team          | Ducati 998RS      | 0    | 25º     |

### Supersport

#### Arrivati al traguardo
| Pos. | Nº  | Pilota                | Squadra                 | Motocicletta    | Giri | Tempo     | Griglia | Punti |
| ---- | --- | --------------------- | ----------------------- | --------------- | ---- | --------- | ------- | ----- |
| 1º   | 31  | Karl Muggeridge       | Ten Kate Honda          | Honda CBR 600RR | 16   | 34'05.948 | 2º      | 25    |
| 2º   | 7   | Chris Vermeulen       | Ten Kate Honda          | Honda CBR 600RR | 16   | +0.263    | 1º      | 20    |
| 3º   | 2   | Katsuaki Fujiwara     | Alstare Suzuki          | Suzuki GSX 600R | 16   | +3.959    | 5º      | 16    |
| 4º   | 3   | Stéphane Chambon      | Alstare Suzuki          | Suzuki GSX 600R | 16   | +4.129    | 6º      | 13    |
| 5º   | 116 | Sébastien Charpentier | Klaffi Honda            | Honda CBR 600RR | 16   | +12.102   | 3º      | 11    |
| 6º   | 1   | Fabien Foret          | Kawasaki R.T. KRT       | Kawasaki ZX6RR  | 16   | +19.060   | 16º     | 10    |
| 7º   | 8   | Jörg Teuchert         | Yamaha Deutschland      | Yamaha YZF R6   | 16   | +30.220   | 21º     | 9     |
| 8º   | 69  | Gianluca Nannelli     | Lorenzini by Leoni      | Yamaha YZF R6   | 16   | +30.292   | 11º     | 8     |
| 9º   | 71  | Werner Daemen         | Van Zon Honda T.K.R.    | Honda CBR 600RR | 16   | +30.906   | 15º     | 7     |
| 10º  | 86  | Barry Veneman         | Esha Kobutex Honda      | Honda CBR 600RR | 16   | +31.047   | 7º      | 6     |
| 11º  | 15  | Alessio Corradi       | Italia Spadaro F.R.     | Yamaha YZF R6   | 16   | +31.203   | 9º      | 5     |
| 12º  | 30  | Michael Laverty       | Vitrans Honda TKR       | Honda CBR 600RR | 16   | +31.231   | 22º     | 4     |
| 13º  | 28  | Dean Thomas           | Vitrans Honda TKR       | Honda CBR 600RR | 16   | +31.376   | 20º     | 3     |
| 14º  | 94  | Jan Hanson            | Esha Kobutex Honda      | Honda CBR 600RR | 16   | +31.430   | 17º     | 2     |
| 15º  | 18  | Robert Ulm            | Klaffi Honda            | Honda CBR 600RR | 16   | +31.700   | 13º     | 1     |
| 16º  | 93  | Christian Kellner     | Yamaha Deutschland      | Yamaha YZF R6   | 16   | +41.624   | 12º     |       |
| 17º  | 77  | Thierry van den Bosch | Yamaha France - Ipone   | Yamaha YZF R6   | 16   | +55.655   | 18º     |       |
| 18º  | 21  | Matthieu Lagrive      | Yamaha France - Ipone   | Yamaha YZF R6   | 16   | +58.430   | 19º     |       |
| 19º  | 34  | Didier Van Keymeulen  | Saveko Racing           | Kawasaki ZX6RR  | 16   | +59.427   | 25º     |       |
| 20º  | 22  | Stefano Cruciani      | Kawasaki Bertocchi      | Kawasaki ZX6RR  | 16   | +1'05.306 | 24º     |       |
| 21º  | 42  | Shannon Johnson       | Moto 1                  | Honda CBR 600RR | 16   | +1'05.568 | 27º     |       |
| 22º  | 98  | Torleif Hartelman     | Hartelman Racing        | Yamaha YZF R6   | 16   | +1'06.163 | 26º     |       |
| 23º  | 51  | Harry Van Beek        | Yamaha NL/Motoport Leek | Yamaha YZF R6   | 16   | +1'06.662 | 23º     |       |
| 24º  | 11  | Arno Visscher         | Saveko Racing           | Kawasaki ZX6RR  | 16   | +1'48.514 | 30º     |       |
| 25º  | 99  | René Winkel           | Racing Team Vriezenveen | Honda CBR 600RR | 16   | +2'17.433 | 29º     |       |

#### Ritirati
| Nº | Pilota                   | Squadra              | Motocicletta    | Giri | Griglia |
| -- | ------------------------ | -------------------- | --------------- | ---- | ------- |
| 16 | Simone Sanna             | Yamaha Belgarda      | Yamaha YZF R6   | 13   | 10º     |
| 9  | Iain MacPherson          | Van Zon Honda T.K.R. | Honda CBR 600RR | 8    | 8º      |
| 4  | Jurgen van den Goorbergh | Yamaha Belgarda      | Yamaha YZF R6   | 6    | 4º      |
| 17 | Pere Riba                | Kawasaki R.T. KRT    | Kawasaki ZX6RR  | 2    | 14º     |

### Superstock

#### Arrivati al traguardo
| Pos. | Nº | Pilota                 | Squadra                   | Motocicletta        | Giri | Tempo     | Griglia | Punti |
| ---- | -- | ---------------------- | ------------------------- | ------------------- | ---- | --------- | ------- | ----- |
| 1º   | 38 | Lorenzo Lanzi          | Rox Racing                | Ducati 999S         | 11   | 23'44.074 | 1º      | 25    |
| 2º   | 8  | James Ellison          | HAP Racing                | Suzuki GSX 1000R    | 11   | +6.172    | 15º     | 20    |
| 3º   | 3  | Gianluca Vizziello     | UnionBike GiMotorsport    | Yamaha YZF R1       | 11   | +7.666    | 7º      | 16    |
| 4º   | 6  | Lorenzo Alfonsi        | Italia Lorenzini by Leoni | Yamaha YZF R1       | 11   | +8.113    | 5º      | 13    |
| 5º   | 84 | Michel Fabrizio        | Alstare Suzuki Italia     | Suzuki GSX 1000R    | 11   | +14.994   | 3º      | 11    |
| 6º   | 57 | Ilario Dionisi         | Celani                    | Suzuki GSX 1000R    | 11   | +15.562   | 4º      | 10    |
| 7º   | 92 | Luke Quigley           | Buildbase Knotts M/C      | Suzuki GSX 1000R    | 11   | +15.767   | 12º     | 9     |
| 8º   | 73 | Bernat Martínez        | MIR Racing                | Suzuki GSX 1000R    | 11   | +16.010   | 2º      | 8     |
| 9º   | 37 | William De Angelis     | Rox Racing                | Ducati 999S         | 11   | +16.448   | 6º      | 7     |
| 10º  | 16 | Enrique Rocamora       | Electrolombar Racing      | Suzuki GSX 1000R    | 11   | +23.190   | 14º     | 6     |
| 11º  | 10 | Riccardo Chiarello     | D.F.X. Racing             | Ducati 999S         | 11   | +23.726   | 8º      | 5     |
| 12º  | 25 | Alessandro Brannetti   | FbC Racing                | Aprilia RSV 1000R   | 11   | +24.710   | 9º      | 4     |
| 13º  | 5  | Alessio Velini         | Italia Lorenzini by Leoni | Yamaha YZF R1       | 11   | +28.038   | 16º     | 3     |
| 14º  | 44 | John Laverty           | EMS Racing                | Suzuki GSX 1000R    | 11   | +28.879   | 11º     | 2     |
| 15º  | 34 | José Manuel Hurtado    | MIR Racing                | Suzuki GSX 1000R    | 11   | +34.344   | 18º     | 1     |
| 16º  | 61 | Ghisbert van Ginhoven  | MCT Flanders              | Ducati 999S         | 11   | +37.855   | 13º     |       |
| 17º  | 41 | Pierrot Lerat-Vanstaen | Plein Gaz                 | Suzuki GSX 1000R    | 11   | +46.193   | 23º     |       |
| 18º  | 86 | Ayrton Badovini        | Biassono R.T. EVR Corse   | Ducati 999S         | 11   | +46.479   | 19º     |       |
| 19º  | 96 | Matěj Smrž             | STK Czech Accr            | Honda CBR 900RR     | 11   | +47.070   | 20º     |       |
| 20º  | 28 | Giacomo Romanelli      | X Gear                    | Suzuki GSX 1000R    | 11   | +47.201   | 22º     |       |
| 21º  | 63 | Robert De Vries        | CRT - Suzuki              | Suzuki GSX 1000R    | 11   | +47.340   | 17º     |       |
| 22º  | 85 | Tomas Miksovsky        | STK Czech Accr            | Honda CBR 900RR     | 11   | +56.622   | 26º     |       |
| 23º  | 11 | Massimo Bisconti       | Magic Bike Ducci F.R.     | Yamaha YZF R1       | 11   | +59.409   | 21º     |       |
| 24º  | 97 | Giovanni Scillieri     | UnionBike GiMotorsport    | Yamaha YZF R1       | 11   | +59.491   | 25º     |       |
| 25º  | 22 | Christian Dal Corso    | Rox Racing                | Ducati 999S         | 11   | +1'04.367 | 32º     |       |
| 26º  | 27 | Raphael De Saver       | RRT Motorsport            | Suzuki GSX 1000R K1 | 11   | +1'15.517 | 30º     |       |
| 27º  | 7  | David Gatenby          | Beowulf Motorsports.com   | Suzuki GSX 1000R K3 | 11   | +1'27.802 | 29º     |       |
| 28º  | 18 | José Lombardo          | Electrolombar Racing      | Suzuki GSX 1000R    | 11   | +1'29.054 |         |       |
| 29º  | 46 | Tom van Looy           | K.S. Racing               | Suzuki GSX 1000R    | 11   | +1'51.630 |         |       |

#### Ritirati
| Nº | Pilota           | Squadra               | Motocicletta     | Giri | Griglia |
| -- | ---------------- | --------------------- | ---------------- | ---- | ------- |
| 20 | Geoffrey Naze    | Zone Rouge            | Yamaha YZF R1    | 10   | 28º     |
| 15 | Alex Martinez    | Celani                | Suzuki GSX 1000R | 6    | 10º     |
| 76 | Fabrizio De Noni | X Gear                | Suzuki GSX 1000R | 6    | 24º     |
| 77 | Nicolas Saelens  | Van Zon Honda Sitra   | Honda CBR 900RR  | 4    | 31º     |
| 62 | Rafael Sinke     | Hans Knoppers Motoren | Suzuki GSX 1000R | 0    | 27º     |